# مات غريغ
مات غريغ (بالإنجليزية: Matt Gregg)‏ (30 نوفمبر 1978 بشلتنهام في المملكة المتحدة - ) هو لاعب كرة قدم بريطاني في مركز حراسة المرمى. لعب مع سوانزي سيتي وكريستال بالاس ونادي إكزتر سيتي ونادي بوهيميان ونادي توركي يونايتد ونادي دوندالك ونادي كلية جامعة دبلن وBray Wanderers F.C. ‏.

## وصلات خارجية
- مات غريغ على موقع قاعدة بيانات كرة القدم.إي يو (الإنجليزية)
- مات غريغ على موقع Soccerbase.com (لاعب) (الإنجليزية)